# Ascenseur de Santa Justa
L'ascenseur de Santa Justa (en portugais : Elevador de Santa Justa, API : /elɨvɐ'doɾ dɨ 'sɐ̃tɐ 'ʒuʃtɐ/), également connu sous le nom de Elevador do Carmo (API : /elɨvɐ'doɾ du 'kaɾmu/), est un ascenseur bâti dans le centre historique de la ville de Lisbonne. Il permet de relier la Baixa pombalina au Bairro Alto.

## Historique
L'ascenseur de Santa Justa a été conçu par Raoul Mesnier du Ponsard, un ingénieur portugais né à Porto de parents français. La structure métallo-rivetée élancée de l'ascenseur a été dessinée par l'architecte Jacinto Augusto Mariares. La construction a débuté en 1900 pour s'achever en 1902. Durant les premières années de son fonctionnement, l'ascenseur était actionné par une machine à vapeur. Il a été électrifié en 1907.

## Description
D'une hauteur de 45 mètres, il est construit en fer forgé et décoré dans un style néogothique avec des motifs différents à chaque palier. Le palier supérieur possède un belvédère, ainsi qu'un café, accessibles par un escalier en colimaçon, offrant une vue magnifique sur le château de Saint-Georges, le Rossio, la Baixa — la ville basse — et le Tage. L'ascenseur possède deux cabines décorées d'un intérieur en bois et pouvant accueillir chacune 24 passagers.
Attraction touristique majeure du quartier, l'ascenseur de Santa Justa est le seul ascenseur urbain historique de Lisbonne entièrement vertical, les autres ascenseurs de la ville, dont les Elevador da Glória, Elevador da Bica et Elevador da Lavra également dessinés par Mesnier du Ponsard, étant des funiculaires qui permettent de gravir les rues en pente de Lisbonne.
Contrairement à la croyance populaire qui se retrouve sur certains guides touristiques mal informés, Gustave Eiffel n'a aucun lien avec cette construction et Raoul Mesnier du Ponsard n'a jamais été le disciple de l'ingénieur français,[source insuffisante]. 

## Galerie

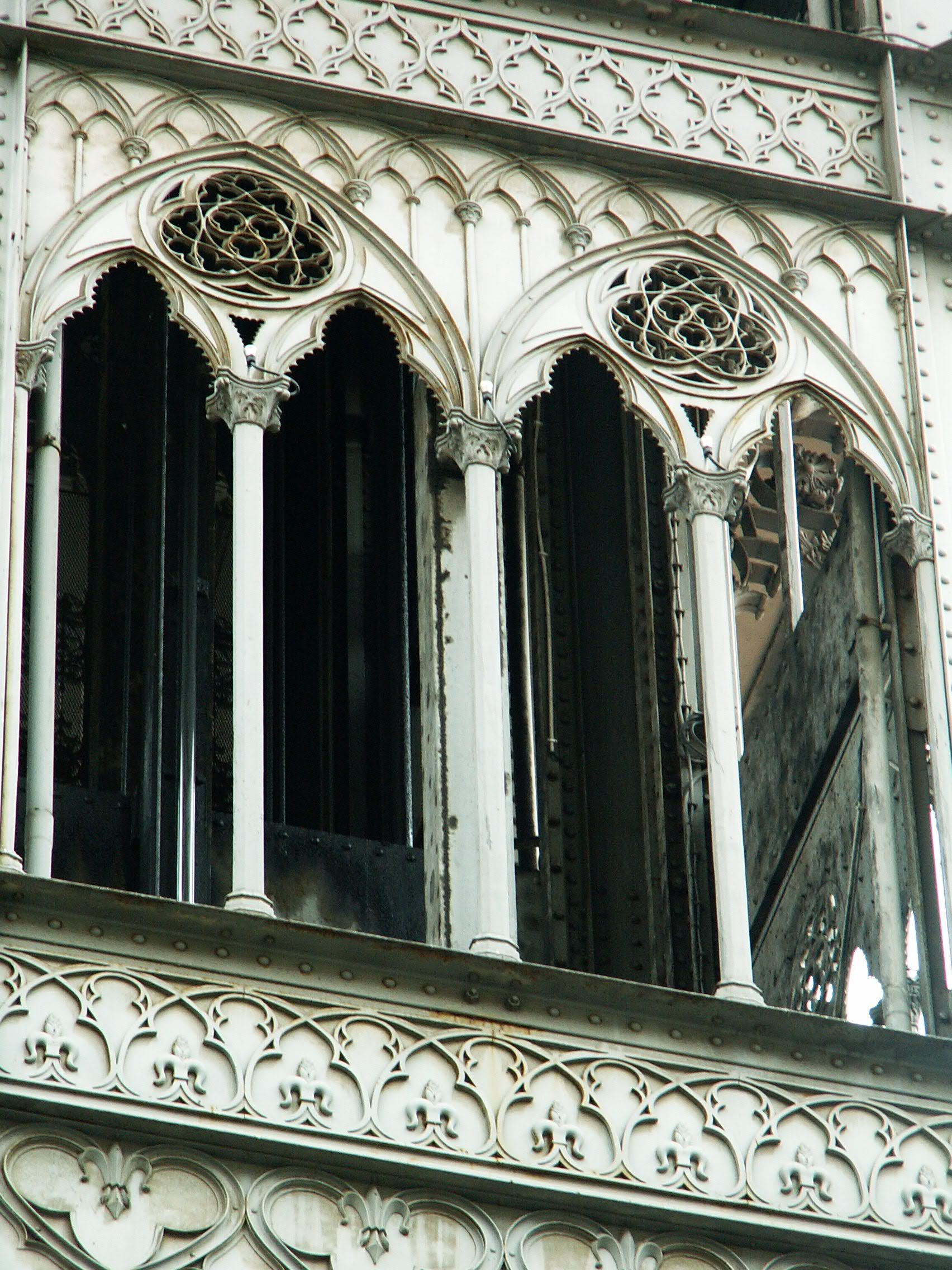
Architecture néogothique de l'ascenseur de Santa Justa.
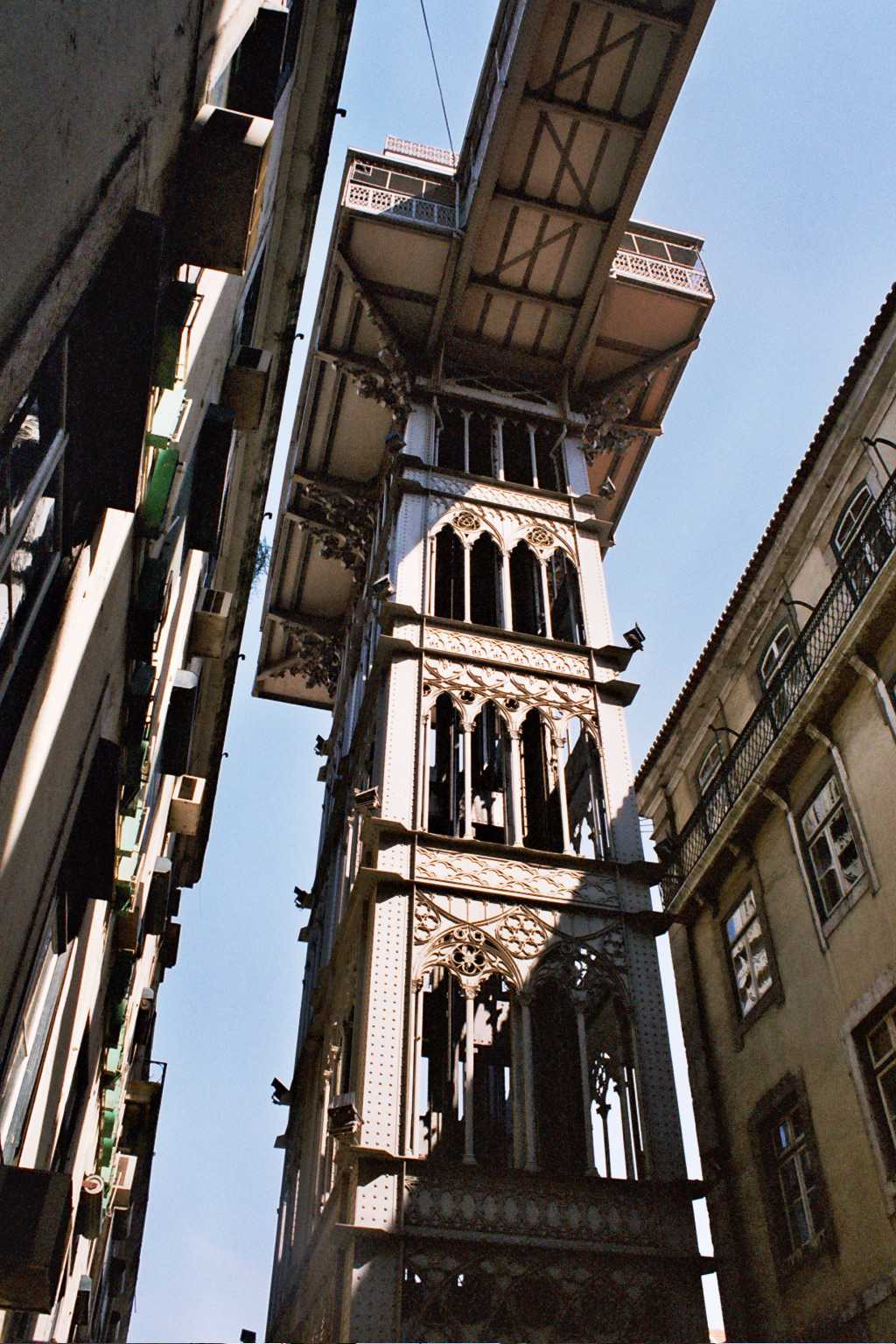
La passerelle permet de rejoindre la rua do Carmo.
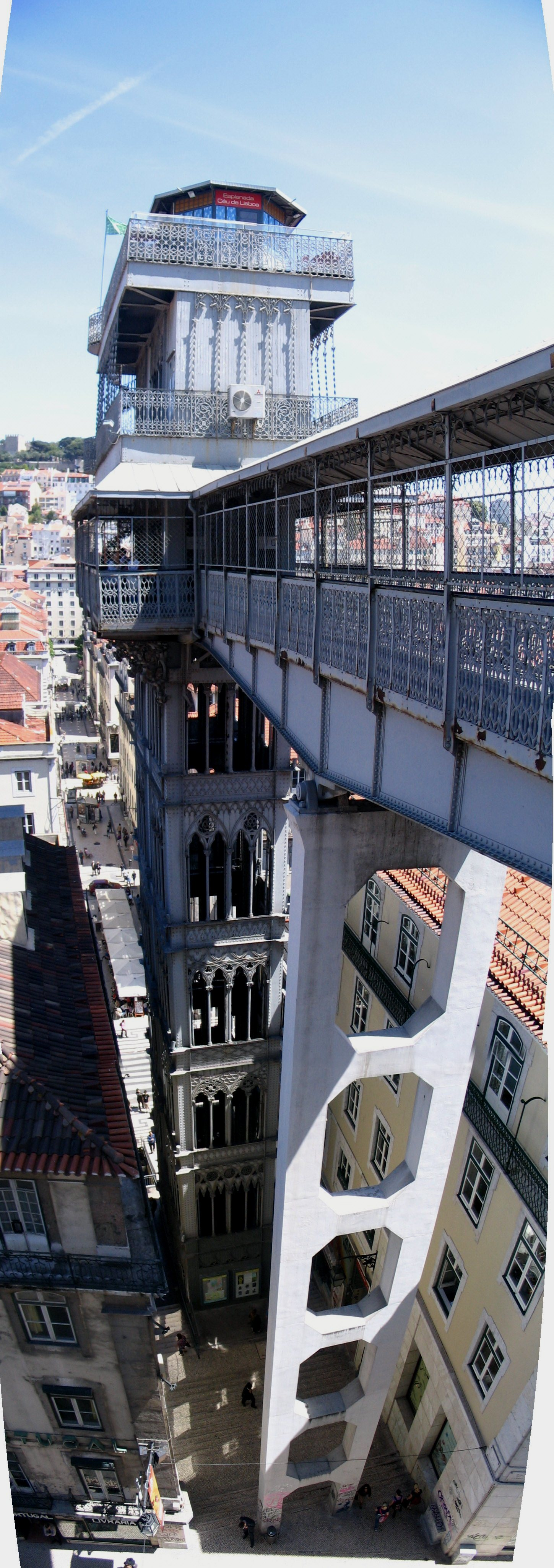
L'ascenseur de Santa Justa depuis la passerelle de l'église des Carmes.
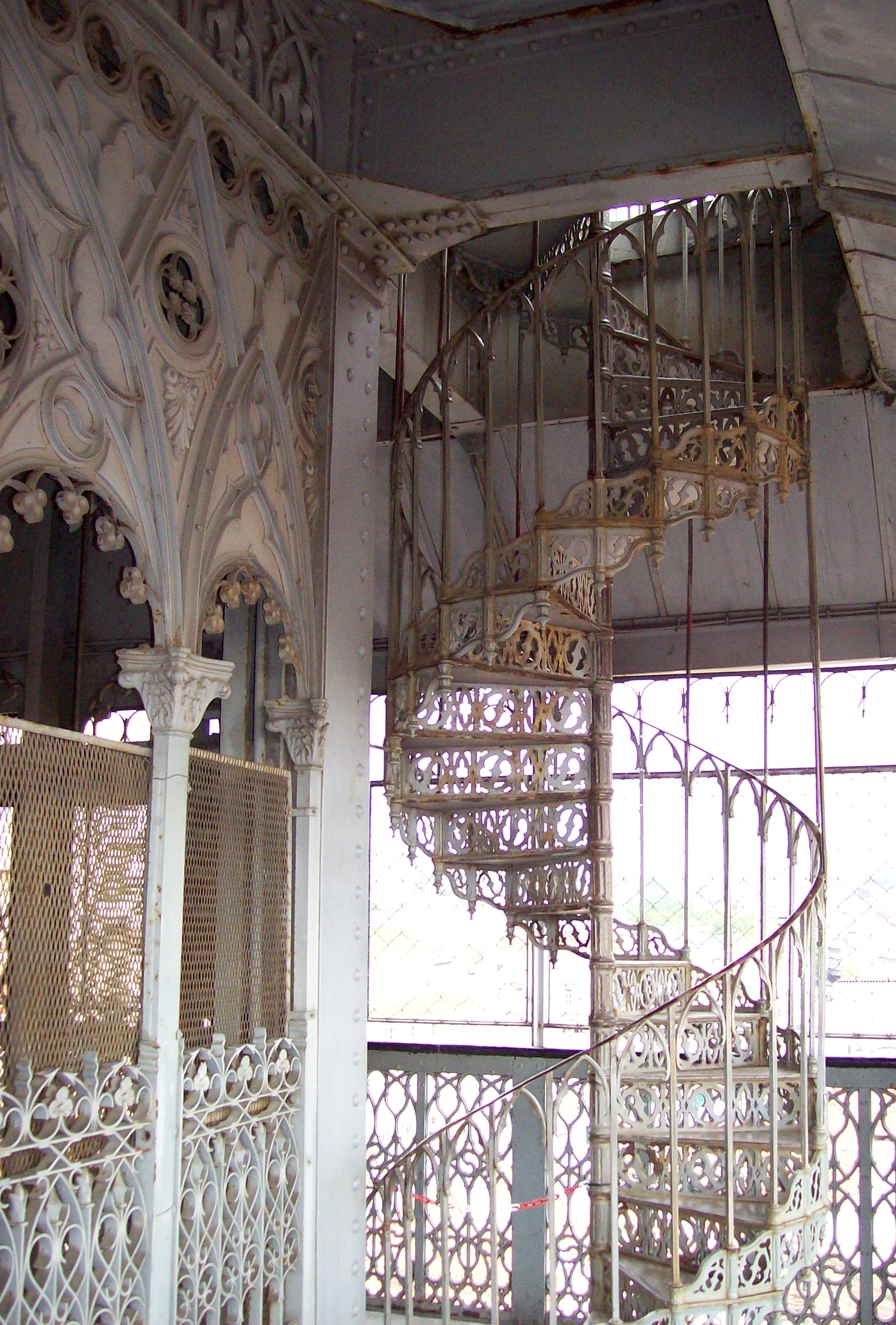
Escalier en colimaçon donnant accès au belvédère
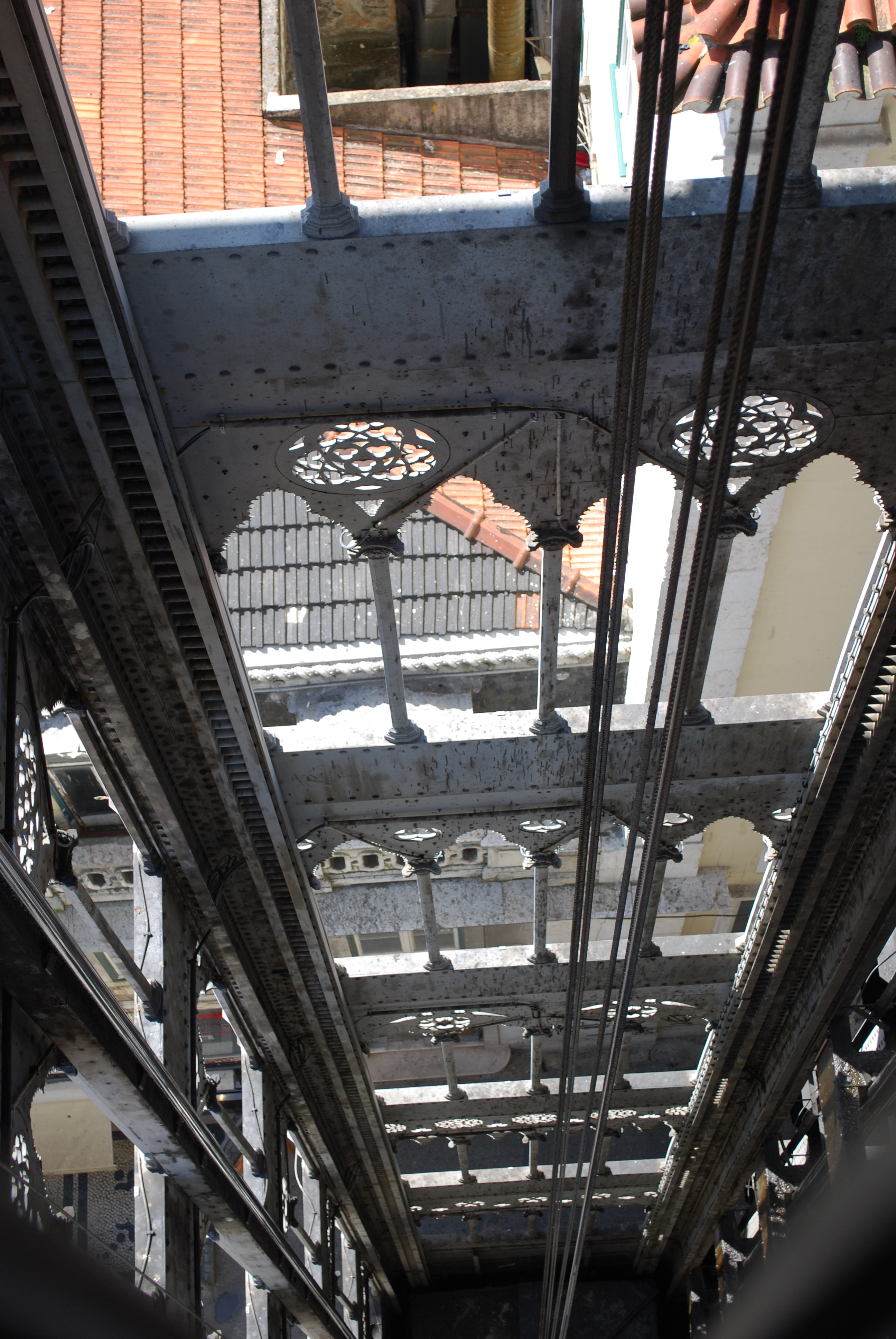
À l'intérieur de la cage de l'ascenseur
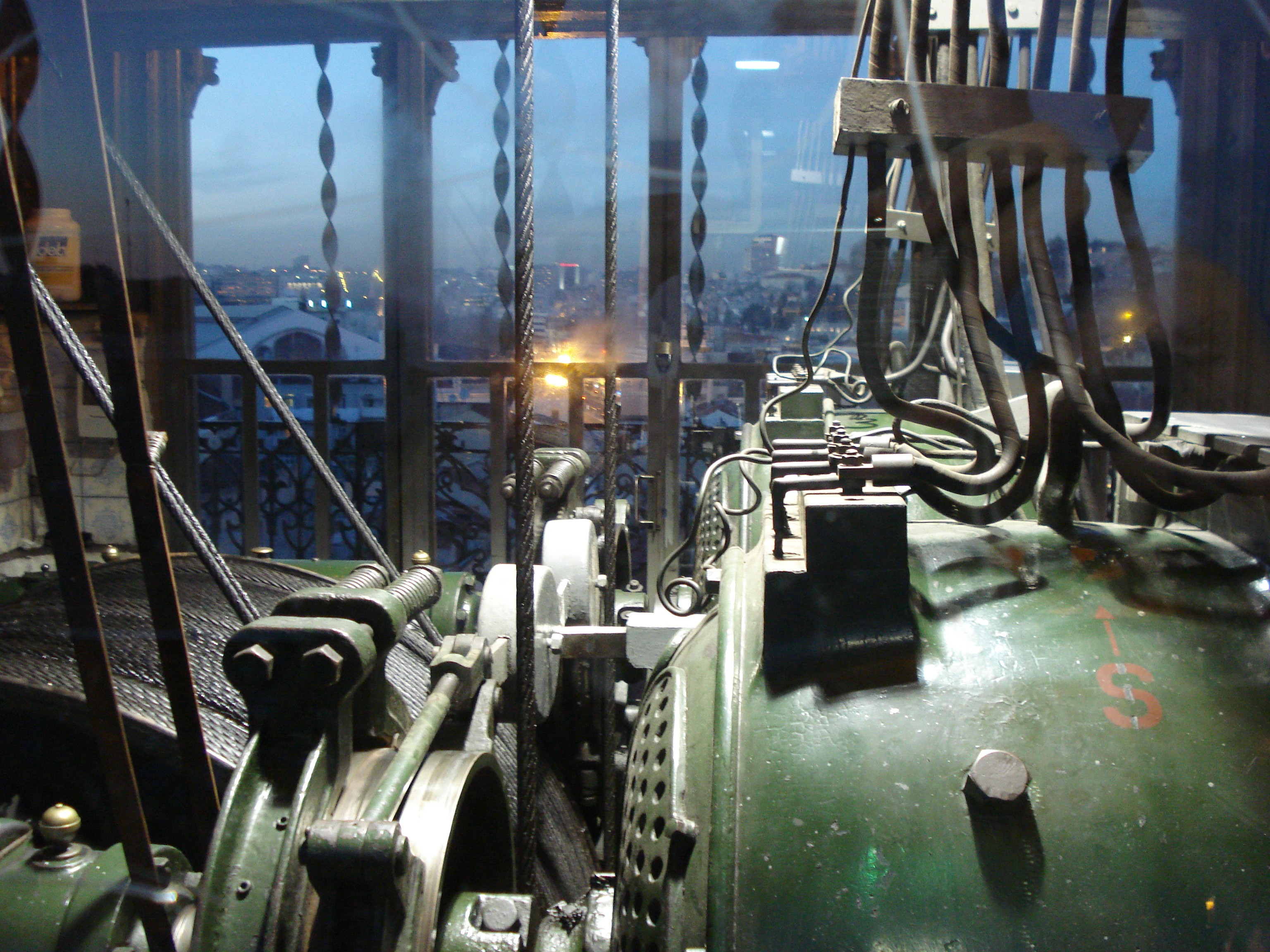
La machinerie
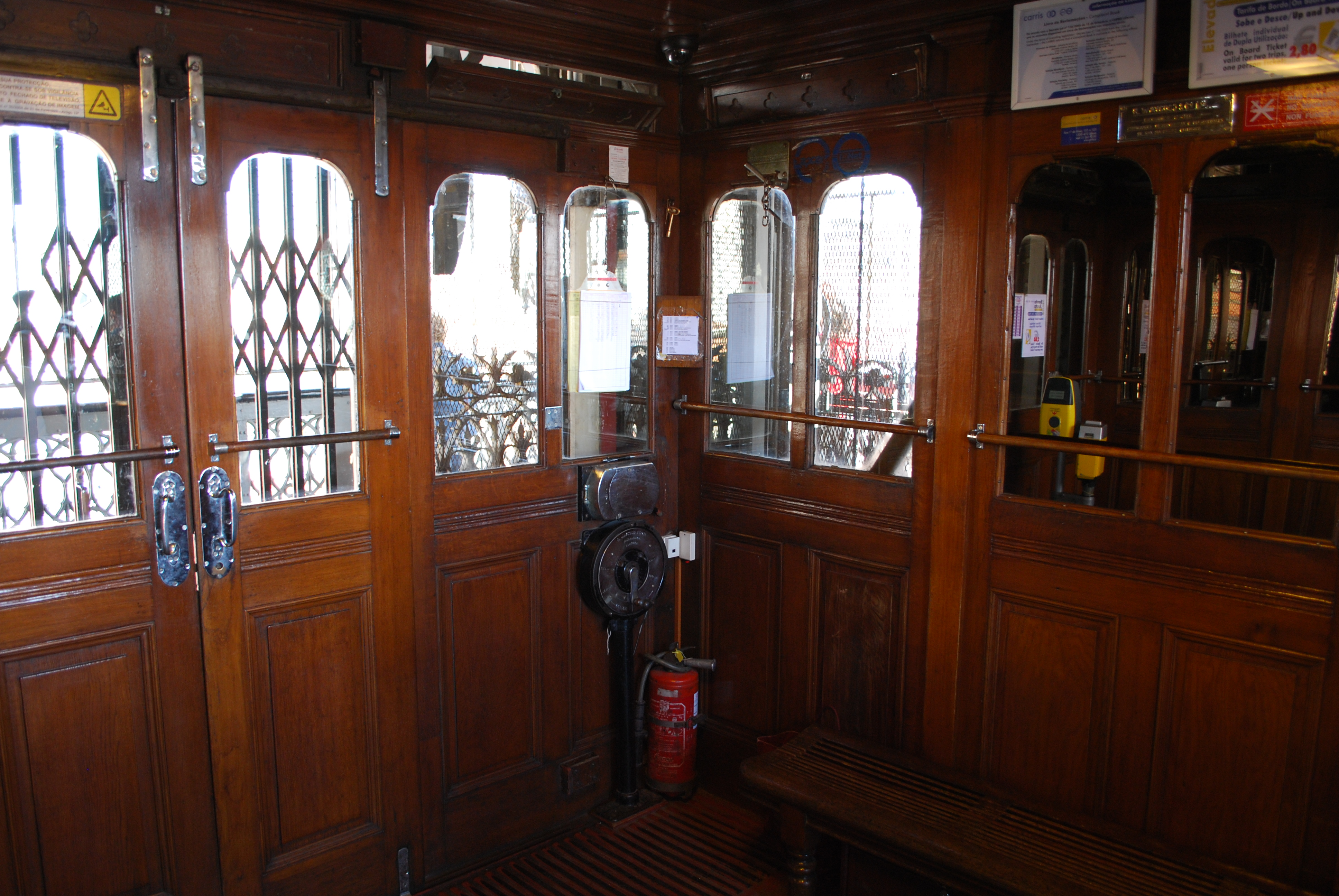
À l'intérieur d'une cabine